# Чемпіонат Німеччини з хокею 1934
Чемпіонат Німеччини з хокею 1934 — 18-й регулярний чемпіонат Німеччини з хокею, чемпіоном став клуб СК Бранденбург Берлін.
Матчі чемпіонату проходили в рамках Зимових ігор 28 та 31 січня 1934 року в містечку Ширке.

## Попередній раунд
- СК Форстхаусштрассе Франкфурт-на-Майні — Бобклуб Ерфурт 6:0
- СК Ріссерзеє — СВ Ширке 21:0
- ХК Фюссен — Альтонаер СВ 10:0
- СК Майнінген — ЕВ Гінденбурґ 3:1
- ВфЛ Растенбург — Блау-Вайс Дрезден 3:0
- СВ Растенбург — ЕК Берлінер 2:0
- СК Бранденбург Берлін — ХК Берлінер 2:1

Чемпіон СК Берлін був звільнений від попереднього раунду.

## Чвертьфінали
- СК Ріссерзеє — ВфЛ Растенбург 3:0
- ХК Фюссен — СК Форстхаусштрассе Франкфурт-на-Майні 3:0
- СК Берлін — СК Майнінген 21:0
- СК Бранденбург Берлін — СВ Растенбург 3:1

## Півфінали
- СК Ріссерзеє — ХК Фюссен 2:0
- СК Бранденбург Берлін — СК Берлін 1:0

## Матч за 3-є місце
- ХК Фюссен — СК Берлін 3:1

## Фінал
- СК Бранденбург Берлін — СК Ріссерзеє 1:0 (0:0, 0:0, 1:0)

## Склад чемпіонів
Склад СК Бранденбург Берлін: Тео Кауфманн, Вернер Георг, Шютте, Еріх Херкер, Альфред Генріх, Кумметц.

## Втішний раунд

### 1 раунд
- Блау-Вайс Дрезден — Бобклуб Ерфурт 4:1
- ХК Берлінер — СВ Ширке 2:0
- ЕК Берлінер — Альтонаер СВ 3:0

### 2 раунд
- Блау-Вайс Дрезден — ХК Берлінер 2:1
- ЕК Берлінер — ЕВ Гінденбурґ 1:0

### Фінальний раунд
- ЕК Берлінер — Блау-Вайс Дрезден 2:1